# Ivan Rebroff
Ivan Rebroff (31 de julio de 1931 - 27 de febrero de 2008) fue un cantante alemán de ascendencia rusa y de extraordinario rango vocal, con una extensión vocal que oscilaba entre el registro de contratenor (técnica imitativa de la voz femenina de contralto y mezzosoprano),  hasta impresionantes registros de bajo profundo, su registro vocal masculino natural.
Rebroff nació en Berlín, su nombre de pila era Hans-Rolf Rippert, hijo de padres rusos. Consiguió la fama por cantar temas folklóricos rusos, pero también como cantante de ópera e intérprete de canciones folclóricas de muchos otros países.  Ofreció cerca de seis mil conciertos en sus carrera, incluyendo una temporada de dos años, los siete días de la semana, en la Ópera Francesa, cantando, entre otras, El violinista en el tejado. Rebroff cantó en 12 espectáculos durante 14 días cuando ya había pasado en bastante de los setenta años, y además dio una gira por Australia.
Ivan Rebroff se describió a sí mismo como internacional, “la conexión entre Oriente y Occidente”. Consiguió la ciudadanía griega y vivió en la isla de Skopelos y en las Esporadas.
Murió en Fráncfort del Meno después de una larga enfermedad. Cuatro días después de su muerte, su hermano Horst Rippert, nueve años mayor que Rebroff, reclamó parte de la vasta fortuna de Ivan.

## Pseudónimo
El nombre Rebroff deriva de la palabra en ruso ребро (rebro), que se traduce al alemán como Rippe (recuérdese el apellido de pila del cantante, Rippert), al inglés como Rib y al español como costilla. Iván es la forma en ruso para Hans en alemán o Juan en español.